# Сенадор-Модестину-Гонсалвис
Сенадор-Модестину-Гонсалвис (порт. Senador Modestino Gonçalves) — муниципалитет в Бразилии, входит в штат Минас-Жерайс. Составная часть мезорегиона Жекитиньонья. Входит в экономико-статистический  микрорегион Диамантина. Население составляет 5102 человека на 2008 год. Занимает площадь 951,51 км². Плотность населения — 5,4 чел./км².

## История
Город основан 30 декабря 1962 года.

## Статистика
- Валовой внутренний продукт на 2003 год составляет 13 670 086,00 реалов (данные: Бразильский институт географии и статистики).
- Валовой внутренний продукт на душу населения на 2003 год составляет 2658,52 реалов (данные: Бразильский институт географии и статистики).
- Индекс развития человеческого потенциала на 2000 год составляет 0,626 (данные: Программа развития ООН).